# Jaglice
Jaglice (deutsch Jagolitz) ist ein Dorf in der Landgemeinde (Gmina) Człopa (Schloppe) im Powiat Wałecki (Deutsch Kroner Kreis) der polnischen Woiwodschaft Westpommern.

## Geographische Lage
Das Dorf liegt im Netzedistrikt des ehemaligen Westpreußen, etwa dreißig Kilometer südwestlich von Deutsch Krone (Wałcz), sechs Kilometer ostsüdöstlich von Schloppe (Człopa) und zwei Kilometer nordöstlich von Drahnow (Drzonowo Wałeckie).

## Geschichte
Die Grenzregion des Netzedistrikts, in der das Dorf liegt, hatte ursprünglich zum Herzogtum Pommern gehört, war vorübergehend unter polnische Herrschaft gelangt und dann an die Markgrafen von Brandenburg gekommen. Im Rahmen der Ersten Teilung Polen-Litauens wurde das Dorf 1772 zusammen mit dem Landkreis Deutsch Krone mit Preußen wiedervereinigt.
Aus dem Jahr 1641 ist die Ortsbezeichnung Jagletz, auch Jaglice und Gugulcze, überliefert. Besitzer des Dorfs war im Jahr 1783 Baron von Dolfus.
Um 1930 hatte die Gemeinde Jagolitz eine 13,6 km² große Gemarkungsfläche, und im Gemeindegebiet befanden sich zwei Wohnplätze, auf denen insgesamt 48 bewohnte Wohnhäuser standen:
- Jagolitz
- Waldarbeitergehöft Gütchen Jagolitz

Im Jahr 1945 gehörte Jagolitz zum Landkreis Deutsch Krone im Regierungsbezirk Grenzmark Posen-Westpreußen der preußischen Provinz Pommern des Deutschen Reichs. Jagolitz war dem Amtsbezirk Drahnow zugeordnet.
Im Februar 1945 wurde Jagolitz von der Roten Armee besetzt. Nach Beendigung der Kampfhandlungen wurde die Region seitens der sowjetischen Besatzungsmacht zusammen mit ganz Hinterpommern und der südlichen Hälfte Ostpreußens – militärische Sperrgebiete ausgenommen – der Volksrepublik Polen zur Verwaltung überlassen. Es wanderten nun Polen zu. Jagolitz wurde unter der polnischen Ortsbezeichnung „Jaglice“ verwaltet. In der Folgezeit wurde die einheimische Bevölkerung von der polnischen Administration aus Jagolitz vertrieben.

### Demographie
| Jahr | Einwohner | Anmerkungen |
| ---- | --------- | --- |
| 1783 | –         | adliges Dorf nebst einer katholischen Kirche, zwölf Feuerstellen (Haushaltungen), im Netzedistrikt in Westpreußen, Kreis Krone |
| 1818 | 161       | königliches Dorf, Amt Schloppe                                                                                                 |
| 1864 | 381       | darunter 373 Evangelische und acht Katholiken                                                                                  |
| 1910 | 322       | am 1. Dezember, Landgemeinde, darunter 269 Evangelische und 53 Katholiken                                                      |
| 1925 | 296       | darunter 238 Evangelische und 58 Katholiken                                                                                    |
| 1933 | 304       | [ 7 ] |
| 1939 | 266       | [ 7 ] |

## Kirche
Die Protestanten der hier bis 1945 anwesenden Dorfbevölkerung gehörten zum evangelischen Kirchspiel Eichfier.
Im Dorf stand früher eine katholische Kirche mit zwei Glocken, die nach der Reformation dem Verfall überlassen wurde. Die beiden Glocken hingen später in einem eigenen hölzernen Turm auf dem ehemaligen Kirchhof. Eine der beiden Glocken war 1860 umgegossen worden, die andere trug zu ihrer Herkunft die Inschrift: 

„Hans Momrick hett mi gegaten, utt dem vür bin ick geglaten“

doch war keine Jahreszahl angegeben.